# Gabriel François Doyen
Gabriel François Doyen (ur. 1726 w Paryżu, zm. 13 marca 1806 w Petersburgu) – malarz francuski.
Wykształcenie zdobył we Włoszech. W 1791 został powołany na dyrektora Akademii w Petersburgu.